# Megogo Спорт
«Megogo Спорт» — загальноукраїнський спортивний телеканал, який транслює футбол, бокс, єдиноборства, хокей, мотоспорт та інші змагання.

## Історія
8 серпня 2024 року телеканал став переможцем конкурсу на отримання ліцензії на мовлення в MX-7 цифрової етерної мережі DVB-T2.
12 серпня телеканал розпочав мовлення на OTT-платформі «Megogo», 29 серпня розпочав тестове мовлення у MX-7, а 30 жовтня — повноцінне.

## Наповнення етеру

### Чемпіонати та турніри по футболу, які транслюються на телеканалі
- Ліга чемпіонів УЄФА
- Ліга Європи УЄФА
- Ліга конференцій УЄФА
- Ліга націй УЄФА
- Ла-Ліга
- Італійська серія A
- Ліга 1
- Кубок африканських націй
- Кубок Німеччини
- Кубок Іспанії
- Кубок Італії
- Кубок Франції
- Прімейра-ліга
- Сегунда
- Чемпіонат Європи УЄФА
- Чемпіонат світу
- Юнацька ліга УЄФА
- LALIGA FC FUTURES. U-12
- U-21

### Бокс
- Vataga Boxing Show
- Благодійний вечір професійного боксу

### Єдиноборства
- PFL
- Bellator. BSC
- KSW
- PFL Europe

### Мотоспорт
- MotoGP

### Програми
- Сегунда. Огляд туру
- Ліга 1. Огляд туру
- Ла Ліга. Огляд туру
- Шоу Ліги 1
- Світ Ла Ліги
- Серія А. Огляд туру
- Ла Ліга. Best 11
- Ла Ліга. Прев'ю туру
- Журнал Ліги чемпіонів УЄФА
- Журнал Ліги Європи UEFA та Ліги конференцій УЄФА
- Журнал Кубка Італії
- 25 спогадів легенд Ла Ліги
- Серія А. Найкращі голи
- Ліга 1. Найкращі голи
- Ліга націй UEFA. Прев'ю турів
- Сила Ла Ліги
- Передматчева студія

## Колектив
- Керівник — Роман Сагайдак

### Ведучі
- Володимир Кобельков — ведучий передматчевої студії
- Олександра Кучеренко — ведуча передматчевої студії

### Коментатори
- Назар Шмігіль
- Віталій Звєров
- Роман Бебех
- Галина Вініченко
- Сергій Лук'яненко
- Павло Посохов
- Віталій Волочай
- Віталій Кравченко
- Вадим Шевякін
- Євгеній Перестенко

## Порушення у дні жалоби
Моніторинг Національної Ради показав, що «Megogo Спорт» не поширював інформацію про День пам'яті та перемоги над нацизмом у Другій світовій війні 1939 – 1945 років 8 травня 2025 року та День пам'яті українців, які рятували євреїв під час Другої світової війни 14 травня того ж року у повному обсязі а саме мінімум — раз на дві години. За результатами моніторингу регулятор виніс телеканалу два приписи.
У День вшанування пам'яті дітей, які загинули внаслідок збройної агресії Російської Федерації проти України 4 червня «Megogo Спорт» знову не в повному обсязі інформував в етері. За це регулятор знову виніс припис.

## Мовлення

### Етерне цифрове мовлення
| Канал | Мультиплекс | Стандарт | EPG        | Формат мовлення |
| ----- | ----------- | -------- | ---------- | --------------- |
| 3     | MX-7        | DVB-T2   | Green tick | HD 1080i 16:9   |